# Genossenschaft

Logo der Raiffeisengenossenschaften, weltweit über 330.000 Unternehmen insbesondere im Agrar- und Finanzsektor

Genossenschaft oder Kooperative (von Kooperation) bezeichnet einen Zusammenschluss oder Verband von Personen (natürlichen oder juristischen) zu Zwecken der Erwerbstätigkeit oder der wirtschaftlichen oder sozialen Förderung der Mitglieder durch gemeinschaftlichen wirtschaftlichen Geschäftsbetrieb. Die Genossenschaft folgt der Genossenschaftsidee mit ihrem Prinzip der „Hilfe durch Selbsthilfe“. Eine genossenschaftliche Kooperation bietet sich immer dann an, wenn das Verfolgen eines wirtschaftlichen Ziels die Leistungsfähigkeit des Einzelnen übersteigt, zugleich aber die selbstständige Existenz gewahrt werden soll. Anders als bei Kapitalgesellschaften (AG, GmbH) hängt die Geschäftspolitik nicht von den Interessen außenstehender Investoren ab, sondern wird allein von den Belangen der Mitglieder bestimmt. Bei einer Genossenschaft handelt es sich um eine Gesellschaft (juristische Person) des privaten Rechts.
In Deutschland ist die Rechtsgrundlage das Genossenschaftsgesetz (GenG). Jede Genossenschaft muss demnach über eine Satzung verfügen, welche die gesetzlichen Bestimmungen ergänzt und als innere Verfassung einer Genossenschaft gilt, und Mitglied eines Prüfungsverbandes sein, welcher in regelmäßigen Abständen die Wirtschaftlichkeit und Rechtmäßigkeit der Genossenschaft überprüft.
Historisch werden Genossenschaften oftmals mit den Begriffen Gilde oder Zunft beschrieben. Die moderne Genossenschaftsstruktur geht auf die Sozialreformer Friedrich Wilhelm Raiffeisen und Hermann Schulze-Delitzsch zurück, welche Mitte des 19. Jahrhunderts erste Kredit- bzw. Einkaufsgenossenschaften gründeten. Die Genossenschaft ist seit Einführung der Europäischen Genossenschaft nicht mehr nur auf wirtschaftliche Aktivitäten beschränkt. In Deutschland existieren insgesamt knapp 8000 Genossenschaften. Weltweit sind mindestens 700 Millionen Mitglieder an Genossenschaften beteiligt und in der organisiert.

## Grundprinzipien und Aufbau
Genossenschaften zeichnen sich durch basisdemokratische Entscheidungsstrukturen und wirtschaftliche Partizipation bzw. Förderung ihrer Mitglieder aus. Im Gegensatz zum Prinzip der Profitmaximierung anderer Wirtschaftsunternehmen, ist das zentrale Leitmotiv die Nutzenmaximierung bei der Bereitstellung von wirtschaftlichen Erzeugnissen oder öffentlicher Daseinsvorsorge. In der Regel verfolgen Genossenschaften Ziele, die über jene reiner Wirtschaftsbetriebe hinausgehen und Werte sozialer und gesellschaftlicher Verantwortung umfassen.

„Die Genossenschaft als Rechtsform ist urdemokratisch.“

Die internationale Dachorganisation International Co-operative Alliance (ICA) beschreibt als grundlegende Werte die Selbsthilfe, Selbstverantwortung, Demokratie, Gleichheit, Billigkeit und Solidarität. In Tradition ihrer Gründer vertrauen Genossenschaftsmitglieder auf die ethischen Werte Ehrlichkeit, Offenheit, Sozialverantwortlichkeit und Interesse an anderen Menschen, festgeschrieben im Statement on the Co-operative Identity. Es enthält die sieben Grundsätze einer Genossenschaft:

Logo des internationalen Genossenschaftsverbands ICA

- Logo des internationalen Genossenschaftsverbands ICAFreiwillige und offene Mitgliedschaft,
- demokratische Mitgliederkontrolle,
- ökonomische Partizipation der Mitglieder,
- Autonomie und Unabhängigkeit,
- Ausbildung, Fortbildung und Information,
- Kooperation mit anderen Genossenschaften,
- Vorsorge für die Gemeinschaft.

### Struktur
Zumeist ist die Generalversammlung das oberste Entscheidungsorgan der Genossenschaft, bei der alle anwesenden Mitglieder mit gleichem Stimmrecht an den Abstimmungen und Wahlen teilnehmen. Bei mitgliederstarken Genossenschaften tritt eine Vertreterversammlung an ihre Stelle. Im Normalfall wählt die Mitgliederversammlung den Aufsichtsrat per Direktwahl, dessen Mitglieder die Interessen aller Genossen gegenüber dem Vorstand zu vertreten haben. Falls der Vorstand nicht per Direktwahl von der Generalversammlung gewählt wird, ist der Aufsichtsrat für dessen Bestellung zuständig.

### Genossenschaftsidee als Weltkulturerbe

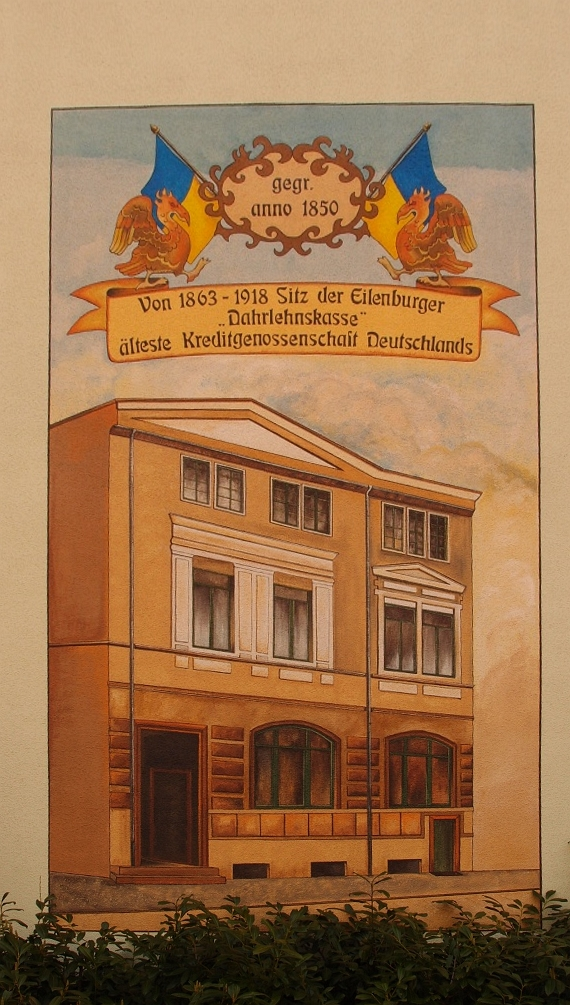
Erinnerung an die Eilenburger Darlehenskasse, eine der ältesten Kreditgenossenschaften Deutschlands, 1850 gegründet. Ort: Eilenburg, Nikolaiplatz.

Die Dr. Hermann-Schulze-Delitzsch-Gesellschaft und die Deutsche Friedrich-Wilhelm-Raiffeisen-Gesellschaft stellten am 29. November 2013 in den Bundesländern Sachsen und Rheinland-Pfalz gemeinsam einen länderübergreifenden Antrag zur Aufnahme der „Genossenschaftsidee“ in das Bundesweite Verzeichnis des immateriellen Kulturerbes (Erstellung im Rahmen der nationalen Umsetzung der UNESCO-Konvention zur Erhaltung des immateriellen Kulturerbes). Im Dezember 2014 wurde dieser Antrag durch die Kultusministerkonferenz genehmigt und am 27. März 2015 als erste allein deutsche Nominierung bei der UNESCO für die internationale Auflistung eingereicht. Am 30. November 2016 entschied sich der zwischenstaatliche Ausschuss der UNESCO während seiner 11. Sitzung in Addis Abeba für eine Aufnahme in die Repräsentative Liste des immateriellen Kulturerbes der Menschheit.

## Zweck von Genossenschaften
In den Wirtschaftswissenschaften wird traditionell zwischen Fördergenossenschaften und Produktionsgenossenschaften unterschieden.
- Die Fördergenossenschaften sind als Beschaffungs- und Verwertungsgenossenschaft ein Gemeinschaftsunternehmen der Mitglieder, das Mittel zum Zweck der Erfüllung bestimmter Funktionen für die Trägerwirtschaften (private Haushalte, Unternehmen) darstellt. Die Mitglieder sind zugleich Nutzer der kooperationsbetrieblichen Leistungen (Abnehmer, Lieferant), Miteigentümer (Träger von Willensbildung und Kontrolle), sowie Kapitalgeber.
- Dagegen ist bei einer Produktivgenossenschaft ein Unternehmen in die Genossenschaft hineingelegt, das für die Mitglieder als Erwerbsquelle dient. Hier liegt Identität von Mitglied und Arbeitnehmer der Genossenschaft vor.

In modernen Volkswirtschaften waren und sind in jüngerer Zeit Neugründungen von Genossenschaften in klassischen, vor allem aber in innovativen und/oder „alternativen“ Bereichen zu verzeichnen.

## Arten von Genossenschaften
Genossenschaften unterscheiden sich durch die Art des Wirtschaftsbetriebs bzw. der Branche, in der sie tätig sind. Im deutschsprachigen und mitteleuropäischen Raum finden sich Genossenschaften vor allem in folgenden Bereichen:
- Einzelhandel – traditionsreiche Konsumgenossenschaften wie coop eG oder Migros; Weltladen Betreiber eG
- Großhandel – Genossenschaften in den Gruppen Edeka und Rewe, MEGA eG
- Einkaufsgenossenschaften – eBuch (Buchhandel), Euronics (Unterhaltungselektronik), Genossenschaft Deutscher Brunnen, OSADL (Open-Source-Wirtschaft), Zweirad-Einkaufs-Genossenschaft
- Onlineversandhandel – Fairmondo
- Genossenschaftsbanken – Raiffeisenbanken, Volksbanken, Sparda Banken, PSD Banken, GLS Bank
- Wohnungsbau – Wohnungsbaugenossenschaften spielen bis heute eine tragende Rolle bei der Sicherung preiswerten Wohnraums in Städten und im Städtebau, daneben auch reine Baugenossenschaften wie TRNSFRM eG
- Landwirtschaft – Raiffeisen, Molkereien, Zuckerindustrie (Südzucker), Winzergenossenschaften, vereinzelt auch Kommunen
- Lebensmittelherstellung – Scop TI (Teeherstellung), Westfleisch SCE (Fleischindustrie)
- Energieversorgungsunternehmen – Green Planet Energy (früher Greenpeace Energy), Bürgerwerke, Prokon (Windenergie)
- Wärmenetzbetrieb und -versorgung – Boben Op Nahwärme eG
- Gesundheitswesen – Ärztegenossenschaften, Patientengenossenschaften (wie Assistenzgenossenschaften), Krankenhaus Salzhausen (einziges genossenschaftlich geführtes Krankenhaus in Deutschland)
- Notfallmedizin – HonMed eG (Heilbronn)
- Mediengenossenschaft und Journalismus – alerta news platform coop eG (News-Aggregator), die Tageszeitung (taz), nd-aktuell, junge Welt, Krautreporter, RiffReporter, Maximum Fun (Podcasts), Drop-Out Cinema eG (Filmverleih)
- Dienstleistungsgenossenschaften – DENIC eG (zentrale Registrierungsstelle für die Top-Level-Domain „.de“), DATEV eG (IT-Dienstleister, Nürnberg), Wigwam eG (Public Relations und Kommunikationsdesign), Sustainable Natives (Unternehmensberatung), ctrl.alt.coop und netz.coop (beide Softwareentwicklung), Verbund der Fairsicherungsläden eG (Versicherungsmakler)
- Kleingewerbe – Einzelhandel, Gastronomie, Kulturzentren
- Verlagsbuchhandel – Büchergilde, Büchner-Verlag, DG Nexolution (ehemals: Deutscher Genossenschaftsverlag), Mandelbaum Verlag
- Forstwirtschaft – Hauberggenossenschaft, Murgschifferschaft
- Architekten – qbatur Planungsgenossenschaft eG
- Beteiligungsgesellschaft – eG unterliegen nicht der Prospektpflicht nach dem Verkaufsprospektgesetz, deshalb wurde diese Gesellschaftsform von einigen Anbietern „wiederentdeckt“ (etwa für Bürgerenergiegenossenschaften), weil sich Prospekterstellung für kleine Projekte finanziell nicht rechnet
- Schule und Hochschule – Eichenschule Scheeßel, Egas Moniz School of Health & Science (CESPU)
- Schülergenossenschaften – In Schulfächern oder Arbeitsgemeinschaften gegründete Firmen von Schulkindern und Jugendlichen, die zur Vermittlung von Wirtschaftskenntnissen und Umsetzung eigener Projekte dienen
- Sport – Football Cooperative St. Pauli von 2024 eG (Fußball)
- Bibliothek – Peter-Sodann-Bibliothek eG
- Logistik – Fahrwerk Berlin, CROW (Kurierdienste)
- Schienenverkehr – RailCoop (Frankreich), Go-Op (England), Fair-Train eG (gewerkschaftsnahe Genossenschaft der GDL)
- Plattform-Unternehmen – CoopCycle (Föderation mit Essenslieferplattform für lokale Kooperativen), FairBnB (Ferienwohnungen), Vianova eG (Car-/Bikesharing-Software), WeChange eG (Social Media/Telearbeit)
- Solidargemeinschaften von Selbstständigen – Smart eG, WTF Kooperative eG, zoraLit eG
- Telekommunikation – TeleCoop (Frankreich), Hostsharing
- Products-as-a-Service (PaaS) – CommOwn (Unterhaltungselektronik), StattAuto eG Kiel/Lübeck, Car&Ridesharing Community eG (beide Carsharing), Read-Coop SCE (automatische Handschriftenerkennung)
- Öffentliche Daseinsvorsorge und Verwaltung – govdigital eG (öffentliche Verwaltungsdigitalisierung und IT-Lösungen), HIS Hochschul-Informations-System eG (Learning-Management-Systeme, Softwareintegration für Hochschulen)
- Schwimm- und Freibäder – Freibad Hänigsen, Gemeinnützige Schwimmbadgenossenschaft Rheingrafenstein, Hallenbad Nörten-Hardenberg, Naturerlebnisbad Uetze
- Social Payment – Comradery.co
- Datenökonomie – Posmo (Mobilitätsdaten), PolyPoly SCE (Online-Nutzerdaten, Edge Computing)
- Ingenieurwesen – Komelio eG (Konstruktion, Anlagenbau), oose eG (Systems Engineering, Ingenieurbildung)
- Instrumentenbau – Miraphone eG
- Vertriebswesen/Großhandel – Spiel direkt eG (Brettspiel)
- ansatzweise auch im Handwerk
- selten in Gefängnissen (zur Reintegration, sowie höheren Entlohnung und Mitbestimmung bei Gefängnisarbeit)[14]
- Forschungseinrichtungen und Auftragsforschung: Asterisk Labs (Klimaforschung), Historiker-Genossenschaft eG

## Mitgliedszahlen und internationale Relevanz

### Europäische Union
Im Februar 2004 veröffentlichte die EU-Kommission eine Mitteilung an den Rat, das Europäische Parlament, den Europäischen Wirtschafts- und Sozialausschuss und den Ausschuss der Regionen Über die Förderung der Genossenschaften in Europa. Demnach gibt es in Europa einschließlich Beitrittsländern mehr als 300.000 Genossenschaften mit mehr als 140 Millionen Mitgliedern. Die größte europäische Genossenschaft ist die Mondragón Corporación Cooperativa in Spanien, zu der Unternehmen verschiedener Sektoren wie Maschinenbau, Automobilindustrie, Haushaltsgeräte, Bauindustrie, Einzelhandel (Supermarktketten), Banken und Versicherungen gehören.
Mit gut einer Genossenschaft je 1000 Einwohner wies Norwegen 2022 die höchste Anzahl an Genossenschaften im Europäischen Wirtschaftsraum (EWR) auf. In etwa gleicher Relation folgten Italien, Schweiz und Finnland. Im gleichen Zeitraum belegte Deutschland vor Rumänien einen der letzten Plätze aller EU-Mitgliedsstaaten (weniger als eine Genossenschaft je 100.000 Einwohner).

### Deutschland
Die Zahl der eingetragenen Genossenschaften in Deutschland ist in den letzten Jahren stark angewachsen. 2004 gab es in Deutschland 5470 eingetragene Genossenschaften, 2015 waren es etwa 7600 mit rund 20 Millionen Mitgliedern und knapp 8000 im Jahr 2022. Die überwiegende Anzahl der Genossenschaftsmitglieder sind solche von genossenschaftlichen Banken und Wohnungsbaugenossenschaften. In Deutschland gab es Ende 2013 über 2000 Wohnungsbaugenossenschaften, die über zwei Millionen Wohnungen verwalten und mehr als drei Millionen Mitglieder haben.

## Geschichte

### Mittelalter
Im Mittelalter entwickelten sich Zusammenschlüsse für einen gemeinsamen Zweck („Einungen“). Beispiele sind Beerdigungsgenossenschaften, um den Genossen ein angemessenes Begräbnis zu ermöglichen, oder eine Genossenschaft, um einen Deich zu erhalten. Im Bergbau bildeten sich die Knappschaften heraus (Beispiel Goslar). Im Alpenraum schlossen sich die Siedler zu „Alpgenossenschaften“ zusammen, weil Erneuerungen der Alpwirtschaft ein Gemeinwerk erforderten. Die Genossenschaft regelte die gemeinschaftliche Nutzung der Weiden und Alpen und beschränkte die Veräußerung des Gemeineigentums.

### Industrialisierung

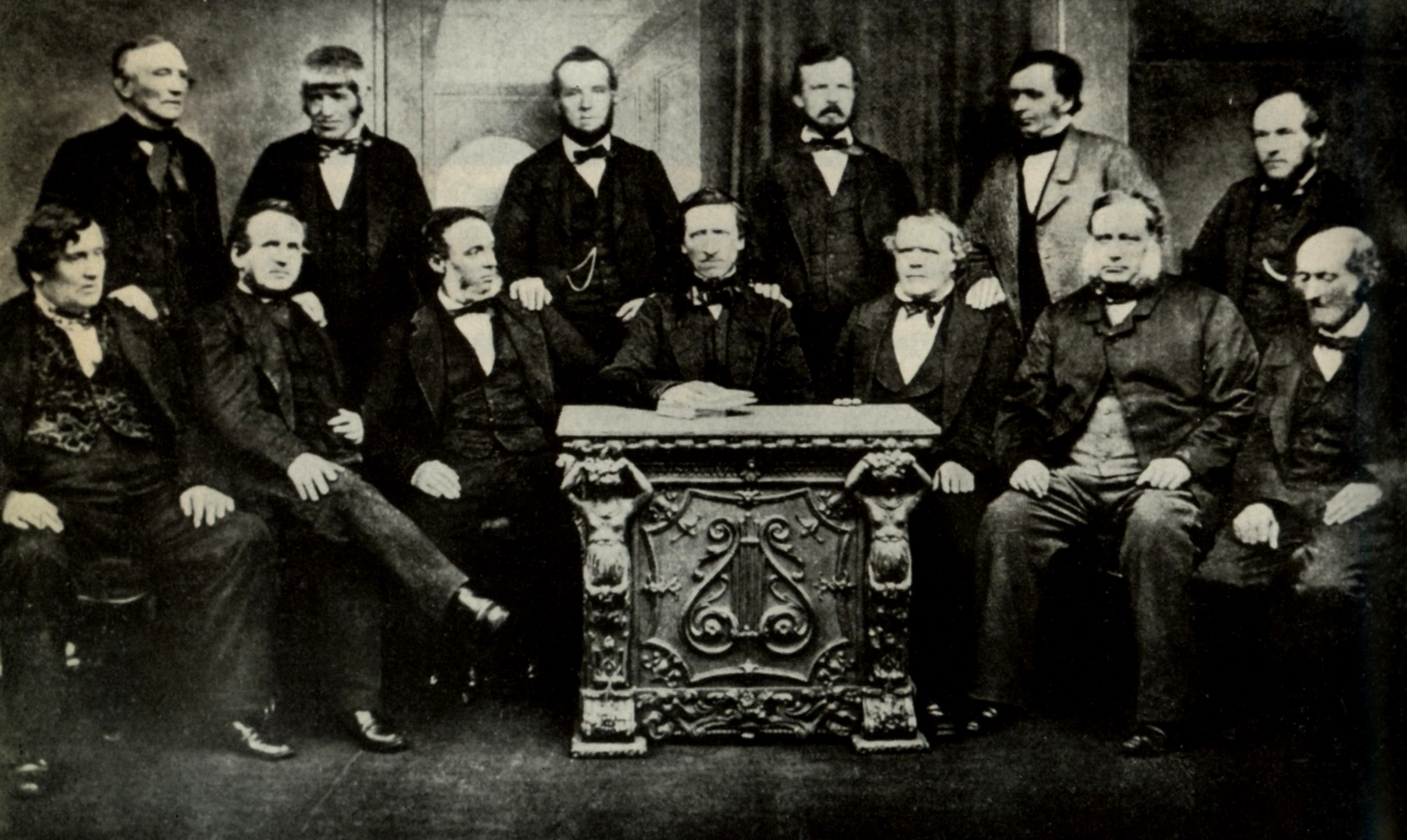
Rochdale Pioniere

Das moderne Genossenschaftswesen folgte der Industrialisierung. Es ist kein Zufall, dass die Geschichte in Großbritannien beginnt, denn hier stand auch die Wiege der Industrie und damit der Arbeiterbewegung. Als Begründer der ersten Genossenschaftsbewegung gilt der britische Unternehmer Robert Owen (1771–1858): 1799 begann er in seiner Baumwollspinnerei in New Lanark (Schottland) ein Experiment für menschenwürdigere Arbeits- und Lebensbedingungen. Dadurch angeregt, wurden weitere Genossenschaften gegründet. Die erste Genossenschaft, die als Modell für Nachahmer entwickelt wurde, war die Rochdale Society of Equitable Pioneers: 1844 gründeten 28 Arbeiter der ansässigen Textilindustrie in Rochdale in Nordengland eine Genossenschaft. Durch ihre größere Marktmacht sollte sie niedrigere Preise garantieren. „Dem Genossenschaftsmodell lagen die Rochdaler Grundsätze der demokratischen Entscheidungen und des Rückvergütungsprinzips zugrunde“. Durch die Kraft der Gemeinschaft werden Einzelne in die Lage versetzt, sich selbst zu helfen, entsprechend dem Motto von Friedrich Wilhelm Raiffeisen „Was einer alleine nicht schafft, das schaffen viele“.

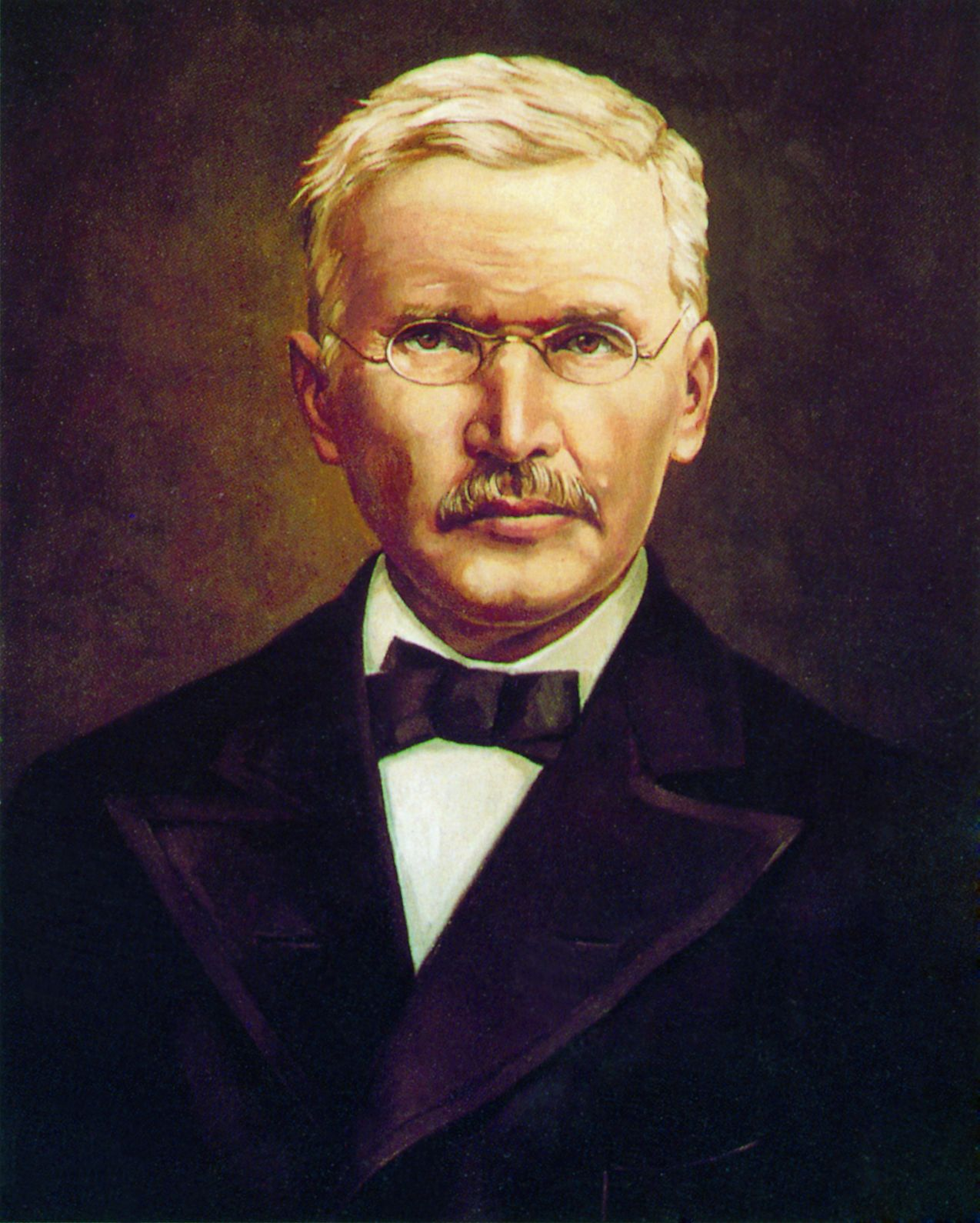
Friedrich Wilhelm Raiffeisen, einer der Gründungsväter der Genossenschaften in Deutschland

Im deutschsprachigen Raum schufen zwei Gründerväter etwa gleichzeitig und unabhängig voneinander erste Genossenschaftsmodelle. Neu war in Deutschland vor allem der kreditgenossenschaftliche Ansatz. 1847 rief Friedrich Wilhelm Raiffeisen (1818–1888) in Weyerbusch den ersten wohltätigen Hilfsverein zur Unterstützung der notleidenden ländlichen Bevölkerung ins Leben, den Weyerbuscher Brodverein. Er gründete 1852 den „Heddesdorfer Wohlthätigkeitsverein“, aus dem 1864 der „Heddesdorfer Darlehnskassenverein“ hervorging. 1862 entstand in Anhausen im Westerwald eine Darlehnskasse, die als die erste Genossenschaft im Raiffeisen’schen Sinne gilt (siehe Raiffeisen). Anhausen gehörte zur Samtgemeinde (Gemeindeverbund) Heddesdorf, dessen Bürgermeister Raiffeisen war.

Deutsches Genossenschaftsmuseum in Delitzsch und Gründungshaus der „Schuhmacher-Assoziation“, der ersten gewerblichen Genossenschaft im Jahr 1849

Zur selben Zeit rief Hermann Schulze-Delitzsch (1808–1883) in Delitzsch eine Hilfsaktion ins Leben, die den in Not geratenen Handwerkern zugutekam. Nach den Grundsätzen der Selbsthilfe, Selbstverwaltung und Selbstverantwortung gründete er 1847 die „Rohstoffassoziation“ für Tischler und Schuhmacher und 1850 den gemeinnützigen „Vorschussverein“. 1849 und 1850 gründeten Bürger in Bad Düben und Eilenburg „Darlehnskassenvereine“. Noch vor Schulze-Delitzsch setzten dessen Initiatoren auf die „Solidarhaft“ (Gesamtschuld). Schulze-Delitzsch wandelte seinen Delitzscher Wohltätigkeitsverein in einen Darlehnskassenverein um. Heute gehört das Geschäftsgebiet der drei ältesten sächsischen Kreditgenossenschaften zur Volksbank Delitzsch eG (vergleiche auch die katholische Darlehnskasse Münster).
Bereits vor Schulze-Delitzsch und Raiffeisen gab es in Deutschland Genossenschaften und Genossenschaftsbanken. Die älteste bekannte Kreditgenossenschaft der Welt ist die Privatsparkasse zu Lerbach. Sie wurde im späten 18. Jahrhundert in Lerbach im Harz als Sterbeversicherung von Bergarbeitern gegründet. 2006 fusionierte die Privatsparkasse und ist heute Teil der Volksbank im Harz. Die heute älteste am Standort bestehende Genossenschaftsbank ist die Volksbank Hohenlohe eG. Sie wurde 1843 als Privatspar- und Leihkasse in Öhringen gegründet. Sie gilt als ältester Vorläufer der Volksbanken, weil Schulze-Delitzsch sie 1859 auf dem Vereinstag Deutscher Vorschuss- und Kreditvereine in Weimar als Genossenschaftsbank seines Modells anerkannte.
Die Ideen der liberalen Genossenschaftsbewegung beflügelten zunächst die Gründungen zahlreicher gewerblicher Kreditgenossenschaften. In den 1860er Jahren fanden sie große Resonanz in der sich neu gründenden deutschen Arbeiterbewegung, insbesondere Ferdinand Lassalle orientierte sich mit seinen Sozialismusvorstellungen stark an der Genossenschaftsidee. Zu einer größeren Gründungswelle sozialistischer Genossenschaften kam es jedoch erst nach Gesetzesänderungen in den 1890er Jahren. Unter den liberalen als auch zwischen den liberalen und den sozialistischen Genossenschaftsbewegungen kam es zu erheblichen Konflikten, die auch in der Gesetzgebung ihre Spuren hinterließen.
Etwa gleichzeitig etablierte sich das Genossenschaftsprinzip im Einzelhandel. So schufen im Jahr 1850 Handwerker und Arbeiter wiederum in Eilenburg mit der „Lebensmittelassociation“ die erste Konsumgenossenschaft in Deutschland, deren Tradition bis in die jüngste Vergangenheit von der Konsumgenossenschaft Sachsen Nord weitergeführt wurde. Der schweizerische Einzelhandel wird noch heute von den Genossenschaften Migros und Coop dominiert.

### 20. Jahrhundert
Der Internationale Genossenschaftstag (International Cooperative Day) wird seit 1923 durch die International Cooperative Alliance gefeiert und findet alljährlich am ersten Samstag im Juli statt. Er soll das Bewusstsein für Genossenschaften schärfen und internationale Solidarität, ökonomische Effizienz, Gleichheit und Weltfrieden als Erfolge und Ideale der Genossenschaftsbewegung feiern und fördern. Er soll zudem die Zusammenarbeit zwischen der internationalen Genossenschaftsbewegung und der Gesellschaft auf allen Ebenen fördern. Seit 1917 existiert in Großbritannien die Co-operative Party, die sich explizit genossenschaftlichen Prinzipien und einer Förderung entsprechenden Wirtschaftens verschreibt. Neben den Ursprüngen zahlreicher sozialdemokratischer Parteien zählte auch die Co-operative Commonwealth Federation (CCF) Kanadas zu einer explizit genossenschaftlich orientierten Partei.
1948 gründete sich die Schweizer Selbstfahrergenossenschaft (SEFAGE) als erstes dokumentiertes Carsharing-Unternehmen. In der Bundesrepublik Deutschland wurde die Förderung der Genossenschaften als staatliche Aufgabe in die neuen Landesverfassungen von Bayern, Hessen, des Saarlandes, Hamburg und Bremen aufgenommen. 1986 gründete sich der Bundesverein zur Förderung des Genossenschaftsgedankens (BzFdG). Auch waren die Wohnungsbaugenossenschaften bis 1990 durch die Wohnungsgemeinnützigkeit von Steuern befreit und gefördert.
In der Sowjetischen Besatzungszone wurde die Neu- bzw. Wiedergründung von Genossenschaften durch Befehle der Sowjetischen Militäradministration in Deutschland (SMAD) geregelt. Mit dem Befehl 146 vom 20. November 1945 wurde den Ländlichen Raiffeisengenossenschaften die Wiederaufnahme der Tätigkeit gestattet. Diese wurden 1949 in „Landwirtschaftliche Dorfgenossenschaften“ umgewandelt. Parallel dazu entstand die Vereinigung der gegenseitigen Bauernhilfe (VdGB), welche 1950 mit den Landwirtschaftlichen Dorfgenossenschaften zu einer Massenorganisation vereinigt wurde. Ab 1952 wurden Landwirtschaftliche Produktionsgenossenschaften (LPG) errichtet. Die Wiedererrichtung der bis 1935 aufgelösten Konsumgenossenschaften wurde im Dezember 1945 angeordnet. Der Befehl sah gleichzeitig vor, dass den neuen Genossenschaften das Altvermögen der liquidierten Konsumgenossenschaften zu übertragen war. Die Wiederaufnahme der Geschäftstätigkeit von Genossenschaftsbanken „zum Zwecke der beschleunigten Entwicklung der gewerblichen Erzeugung“ wurde im Januar 1946 gestattet. Die Verfassung der DDR legte in ihrer Fassung vom 7. Oktober 1949 hinsichtlich der Rolle der Genossenschaften in der Wirtschaftsordnung im Artikel 27 Absatz 4 fest: „Die Konsum-, Erwerbs- und Wirtschaftsgenossenschaften sowie die landwirtschaftlichen Genossenschaften und deren Vereinigungen sind unter Berücksichtigung ihrer Verfassung und Eigenart in die Gemeinwirtschaft einzugliedern.“
Im Jahr 1992 wurde der erste Samstag des Juli 1995 von den Vereinten Nationen als der United Nations International Day of Cooperatives, UN Internationaler Tag der Genossenschaften ausgerufen, der seitdem weltweit jährlich an diesem Tag gefeiert wird. Der Tag verweist auf den gemeinsamen Beitrag der Genossenschaftsbewegung zusammen mit den Vereinten Nationen zur Lösung globaler Fragen. Er soll, laut der 1995 von den Vereinten Nationen aufgestellten Zielsetzung, das Bewusstsein für Genossenschaften schärfen, auf die gegenseitige Ergänzung und Gemeinsamkeiten der Ziele der Genossenschaftsbewegung und der Vereinten Nationen hinweisen und den Beitrag der Genossenschaften zur Lösung der durch die Vereinten Nationen zur Sprache gebrachten Themen unterstreichen. Er soll zudem, wie bereits der International Cooperative Day, auch die Zusammenarbeit zwischen der internationalen Genossenschaftsbewegung und der Gesellschaft fördern.

### 21. Jahrhundert
Das Jahr 2012 wurde von den Vereinten Nationen zum Jahr der Genossenschaften erklärt; 2025 wurde ebenfalls den Genossenschaften gewidmet. In Indien wurde 2021 unter der Regierung Modi das Ministry of Co-operation gegründet, das sich als Bundesministerium der Förderung und Vergrößerung der landesweiten Genossenschaftsbewegung widmen soll und nach den Wahlen 2024 mit dem Innenministerium verbunden wurde. Erster Minister ist Amit Shah.
Die Vereinten Nationen haben 2025 als Internationales Jahr der Genossenschaften ausgerufen.

## Rechtsgrundlagen in Europa

### Europäische Union
Seit 2003 besteht in der Europäischen Union die Möglichkeit, für genossenschaftliche Aktivitäten die Rechtsform der Europäischen Genossenschaft zu wählen, sofern die Mitglieder (natürlich oder juristisch) ihren Sitz in mindestens zwei europäischen Ländern haben. Dies soll die Organisation solcher Unternehmen auf europäischer Ebene erleichtern und stellt einen weiteren Schritt zur Harmonisierung des Binnenmarkts dar.
In Italien besteht die Rechtsform der Sozialgenossenschaft, beispielsweise seit 2002 für das Haus der Solidarität Onlus; die Südtiroler Bäuerinnenorganisation gründete 2006 eine eigene Sozialgenossenschaft für Bäuerinnen. Die Idee wird unter verschiedenen Begriffen wie Agricoltura civica, Agricoltura civile oder Agricoltura sociale propagiert und hat als zentrales Thema die Solidarische Landwirtschaft.

### Deutschland
Rechtliche Grundlage ist das Genossenschaftsgesetz vom 20. Mai 1889. Oberste Leitmaxime ist die gesetzlich vorgegebene Förderung der Mitglieder, die primär über Leistungsbeziehungen zwischen den Mitgliederwirtschaften (private Haushalte, Betriebe) und dem Gemeinschaftsunternehmen erfolgen soll. Insofern verfolgen Genossenschaften vorrangig ökonomische Zwecke. Wesensmerkmale, die den Kern der Genossenschaftsidentität bilden, sind neben dem Förderungsprinzip die Grundsätze der Selbsthilfe, der Selbstverantwortung, der Selbstverwaltung und das Identitätsprinzip. Letzteres besagt, dass die Miteigentümer/Träger zugleich Geschäftspartner (Abnehmer, Lieferant) und Eigenkapitalgeber sind (Dreifachbeziehung). Während die trägerschaftliche und die Leistungsbeziehung zur Genossenschaft dem Freiwilligkeitsprinzip unterliegen, ist die Kapitalbeteiligung eine obligatorische Folge aus dem Mitgliedschaftserwerb. 

Geschäftsanteil über 500 DM an der Rewe Lebensmittel-Großhandel eGmbH vom 20. Juli 1956

In Deutschland ist die Rechtsform der eingetragenen Genossenschaft (kurz „e. G.“ oder „eG“; bis Ende 1973 eGmbH für Eingetragene Genossenschaft mit beschränkter Haftpflicht und eGmuH für Eingetragene Genossenschaft mit unbeschränkter Haftpflicht) steuerrechtlich und sozialpolitisch relevant. Nicht eingetragene Genossenschaften werden nach dem Duden mit „Gen.“ abgekürzt.
Eine eG muss aus mindestens drei Mitgliedern bestehen (§ 4 GenG). Sie muss über eine Satzung in Schriftform mit gesetzlich vorgeschriebenem Mindestinhalt verfügen (§ 6 ff. GenG). Die Genossenschaft ist, nachdem ein Gutachten durch den Prüfungsverband erstellt wurde, in das Genossenschaftsregister des zuständigen Amtsgerichts (Registergericht) einzutragen.
Der Zweck der Genossenschaft ist es, den Erwerb oder die Wirtschaft ihrer Mitglieder, oder deren soziale oder kulturelle Belange durch den gemeinsamen Geschäftsbetrieb zu fördern (§ 1 GenG). Die eingetragene Genossenschaft ist eine juristische Person und nach § 17 GenG Formkaufmann. Das bedeutet, dass die eG aufgrund der gewählten Gesellschaftsform automatisch Kaufmann im Sinne des Handelsrechts ist.
Zugleich ähnelt eine Genossenschaft in mancher Hinsicht einem eingetragenen Verein (e. V.). Zu beachten ist, dass das gesetzliche Leitbild eines Vereins der „nicht wirtschaftliche Verein“ (§ 21 BGB) ist, also nicht auf wirtschaftlichen Geschäftsbetrieb ausgelegt ist. Der wirtschaftliche Verein kann nur durch staatliche Verleihung seine Rechtsfähigkeit erlangen (§ 22 BGB). Da dies aber selten vorkommt, kann die Genossenschaft als eine Sonderform oder Weiterentwicklung des wirtschaftlichen Vereins betrachtet werden. Tatsächlich mutet die eG wie eine Mischung aus Kapitalgesellschaft und Verein an. So können Mitglieder der Genossenschaft gemäß § 43 GenG mehrere Stimmen haben, wenn sie „den Geschäftsbetrieb besonders fördern“. Dies muss aber in der Satzung festgelegt werden.
Eine Besonderheit ist die Möglichkeit, die Mitgliederhaftung auf die Höhe des Genossenschaftsanteils zu beschränken. Die Mitglieder der eG haften dann nur mit ihrem gezeichneten Anteil. Die Genossenschaft haftet indessen mit ihrem gesamten Geschäftsvermögen. Die Satzung der eG muss jedoch dazu bestimmen, dass die Nachschusspflicht der Mitglieder – zum Beispiel im Falle einer Insolvenz – ausgeschlossen wird.
Eine eG muss Mitglied in einem Prüfungsverband sein, wie beispielsweise der Deutsche Genossenschafts- und Raiffeisenverband (DGRV). Der Prüfungsverband nimmt Kontroll- und Aufsichtsrechte gegenüber der eG wahr. Für die gesetzlich vorgeschriebene Mitgliedschaft sowie für die zumeist jährliche Prüfung entstehen den Genossenschaften Kosten, die für neue und kleine Genossenschaften eine finanzielle Belastung darstellen können.

#### Organe und Mitglieder
Gremien einer Genossenschaft sind der Vorstand, der Aufsichtsrat und entweder die Generalversammlung oder je nach Mitgliederzahl optional bzw. verpflichtend die Vertreterversammlung. Es müssen mindestens zwei Vorstandsmitglieder (§ 24 GenG) und drei Aufsichtsratsmitglieder (§ 36 GenG) gewählt werden. Bei Genossenschaften mit nicht mehr als 20 Mitgliedern kann der Vorstand aus nur einem Mitglied bestehen und es kann auf einen Aufsichtsrat verzichtet werden. In diesem Fall nimmt die Generalversammlung die Aufgaben des Aufsichtsrats wahr.
In der Generalversammlung oder der Vertreterversammlung werden die grundlegenden Entscheidungen getroffen. Im Unterschied zu anderen Wirtschaftsgemeinschaften, beispielsweise zur Aktiengesellschaft, hat bei der Genossenschaft jedes Mitglied die gleiche Stimme. Sie hängt nicht von der Höhe der Kapitaleinlage ab. Seit der Genossenschaftsreform von 1973 ist der Vorstand von Genossenschaften mit mehr als 20 Mitgliedern jedoch allein für die Geschäftsaktivität verantwortlich und nicht an Beschlüsse der Mitglieder weisungsgebunden (§ 27 GenG).

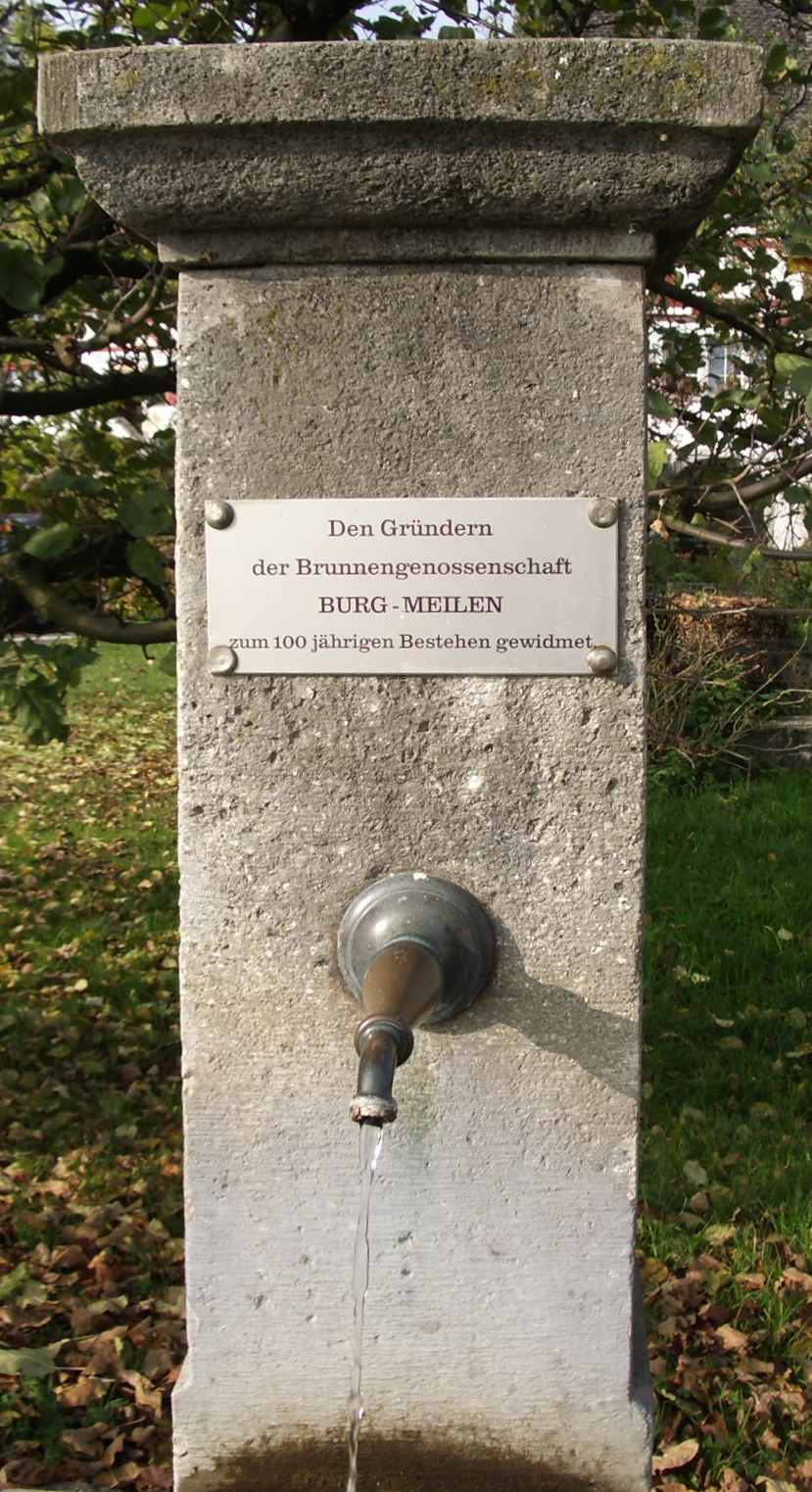
Denkmal für die Brunnengenossenschaft Burg-Meilen (Schweiz)

#### Branchenspezifische Besonderheiten
Bei Genossenschaftsbanken, Wohnungsbaugenossenschaften und Konsumgenossenschaften sind die ordentlichen Genossenschaftsmitglieder zugleich Kunden bzw. Mieter (Wohnungsnutzer). Seit 2006 gibt es zudem investierende Genossenschaftsmitglieder, die nicht den Förderzweck nutzen. Bei den Handelsgenossenschaften, den landwirtschaftlichen Genossenschaften und Handwerkergenossenschaften hingegen sind die Mitglieder (als Einzelhändler, Landwirte, Handwerker) Voll- oder Teilzeitunternehmer.
Für Kreditgenossenschaften (Genossenschaftsbanken) gilt neben dem Genossenschaftsgesetz das Kreditwesengesetz (KWG). Zudem unterliegen sie der Bankenaufsicht durch die Deutsche Bundesbank und die Bundesanstalt für Finanzdienstleistungsaufsicht (BaFin).

#### Prüfungsverbände
Zur Durchführung ihrer Aufgaben und zur Vermeidung der Einführung einer staatlichen Aufsicht schlossen sich einzelne Genossenschaften schon früh zu Genossenschaftsverbänden zusammen. Heute ist die Mitgliedschaft in einem solchen Verband Pflicht. Die Verbände sollen die Rechtsform eines eingetragenen Vereins haben.
Aufgabe der Verbände ist die rechtliche, steuerliche sowie betriebswirtschaftliche Beratung und Kontrolle der angeschlossenen Genossenschaften. Sie führen die genossenschaftliche Pflichtprüfung durch und bieten ihren Mitgliedsunternehmen weitere Dienstleistungen an. Im Wohnungsbau haben die öffentlichen und die genossenschaftlichen Wohnungsbauunternehmen gemeinsame Verbände, die auch die Wirtschaftsprüfung der Wohnungsbaugenossenschaften übernehmen.
Für Genossenschaften, deren Bilanzsumme unter einer Million Euro beträgt, hat der Gesetzgeber Vereinfachungen eingeführt. Sie müssen ihren Jahresabschluss nicht jedes Jahr, sondern nur alle zwei Jahre prüfen lassen. Diese Ausnahme gilt abweichend auch für solche Genossenschaften, deren Umsatz weniger als zwei Millionen Euro im Geschäftsjahr beträgt.
Erst, wenn die Bilanzsumme 1,5 Millionen Euro und die Umsatzerlöse den Betrag von drei Millionen Euro übersteigt, erstreckt sich die Pflichtprüfung auch auf den Jahresabschluss unter Einbeziehung der Buchführung und soweit erforderlich des Lageberichtes. Innerhalb dieser Prüfung ist der Genossenschaftsverband auch verpflichtet, zu überprüfen, ob die Bestimmungen der Satzung beachtet worden sind.

#### Zwangsgenossenschaften
In verschiedenen Bereichen existieren Organisationen, die ähnlich wie eine Genossenschaft organisiert sind und teilweise auch als „Genossenschaft“ bezeichnet werden. Manchmal sind alle Grundeigentümer eines bestimmten Gebietes zwangsweise Mitglied. Hierzu gehören z. B. die Jagdgenossenschaften, Deichverbände und Realgemeinden. Die Emschergenossenschaft ist eine Körperschaft des öffentlichen Rechts auf dem Gebiet der Wasserwirtschaft.
Zwangsmitgliedschaft prägt auch die Berufsgenossenschaften (als Träger der gesetzlichen Unfallversicherung), deren Mitgliedschaft alle Unternehmen nach festgelegter Branchenzuteilung haben müssen. Diese Zwangsgenossenschaften haben jedoch nicht alle eine Rechtsform gemäß dem Genossenschaftsgesetz.

#### Aktuelle Trends

##### Energiegenossenschaften
Angestoßen durch das Erneuerbare-Energien-Gesetz erlebten Energiegenossenschaften seit Anfang der 2000er Jahre einen Aufschwung: Mehr als die Hälfte aller Genossenschafts-Neugründungen findet derzeit im Bereich Energie, Umwelt, Wasser statt. Mehr als 150 Energiegenossenschaften wurden allein im Jahr 2011 gegründet. Von 2008 bis 2011 hat sich die Anzahl von Energiegenossenschaften mit erneuerbaren Energien vervierfacht. Regional gibt es die meisten Bürgerenergiegenossenschaften in den großen Flächenländern Bayern, Baden-Württemberg und Niedersachsen; derzeit halten mehr als 80.000 Personen in Deutschland Anteile an neuen Energiegenossenschaften. Über 500 in den letzten Jahren neu gegründete Energiegenossenschaften haben zusammen rund 800 Millionen Euro in erneuerbare Energien investiert.

##### Pflege- bzw. Seniorengenossenschaften
Ende September 2013 rief der neue niederländische König Willem-Alexander im Rahmen seiner ersten Thronrede für sein Land den „Übergang vom Sozial- zum Partizipationsstaat“ aus. Dort wie auch in Deutschland wird angesichts der demographischen Herausforderung einer immer älter- und damit pflegebedürftiger werdenden Gesellschaft, sowie der finanziellen und personellen Schwierigkeit zur Sicherstellung einer menschenwürdigen Pflege die Gründung von Pflegegenossenschaften als (preiswerte) Alternative in Selbsthilfe angesehen. Auch für die im Pflegebereich beruflich Tätigen ist diese Organisationsform eine mögliche Alternative – entsprechend den über 50 deutschen Ärztegenossenschaften mit über 10.000 Mitgliedern.

##### Sozialgenossenschaften
Eine Sozialgenossenschaft ist eine Form der organisierten Selbsthilfe, um ein Projekt durchzuführen, das ein gesellschaftliches Bedürfnis beantwortet. Sozialgenossenschaften ergänzen unter anderem die Strukturen der Wohlfahrtspflege und bieten Unterstützung an, um beispielsweise Mehrgenerationen-Strukturen zu erhalten, Familien im Alltag zu helfen oder Menschen mit Behinderung ein selbstbestimmtes Leben zu ermöglichen.
Das Bayerische Sozialministerium gründete im Jahr 2012 die Zukunftsinitiative Sozialgenossenschaften, um den Aufbau von Sozialgenossenschaften zu fördern. Für modellhafte Sozialgenossenschaften werden Anschubfinanzierung angeboten.

##### Plattformgenossenschaften
Plattformgenossenschaften werden seit etwa 2016 als Alternative zu rein gewinnorientierten Unternehmen der Gig Economy, Plattformwirtschaft und der sozialen Medien diskutiert. Mittlerweile existieren diverse Plattformgenossenschaften und ein verbandsähnliches Netzwerk im deutschsprachigen Raum.

### Österreich

#### Zur Rechtsform Genossenschaft in Österreich

##### Zweck einer Genossenschaft
Zweck einer Genossenschaft ist die Förderung der Wirtschaftlichkeit ihrer Mitglieder. Förderung und Erfüllung des Förderzweckes ist ein unabdingbarer Auftrag. Der verfolgte Zweck der Genossenschaft ist im Sinne des Genossenschaftsgesetzes erfüllt, wenn für die Mitglieder im weitesten Sinne wirtschaftliche und/oder soziale Leistungen zur Förderung ihrer Mitglieder erbracht werden. Diesem Grundauftrag entsprechend, hat die Genossenschaft in Abstimmung mit ihren Mitgliedern – unter Ausnutzung aller verbundwirtschaftlichen Vorteile – unternehmerisch und marktgestaltend zu handeln, um dem Mitglied optimale Leistungen bieten zu können.

##### Genossenschaft und Gewinne
Die Besonderheit der Genossenschaft gegenüber anderen Rechtsformen (z. B. der GmbH) liegt darin, dass sie die erwirtschafteten Leistungen an ihre Mitglieder weitergibt. Das Streben nach Gewinn kollidiert solange nicht mit dem Förderauftrag, als die Gewinne nicht um ihrer selbst willen, sondern als Mittel zur Förderung der Mitglieder benutzt werden.
Anders ausgedrückt, Gewinnstreben ist kein Selbstzweck einer Genossenschaft. Die Nichtausschüttung von erwirtschafteten Gewinnen erfolgt nur so weit, als dies die Finanzierung notwendiger Investitionen (materieller und immaterieller) zur Absicherung des Betriebes der Genossenschaft erfordert, mit dem Ziel, den Mitgliedern der Genossenschaft langfristig Vorteile zu bieten.

##### Eigenkapital und Haftsumme
Die pflichtgemäß oder freiwillig mehr gezeichneten Geschäftsanteile der Mitglieder bilden den Gesamtnennbetrag der Geschäftsanteile der Genossenschaft. Das Nominale eines Geschäftsanteils sowie die Anzahl der pflichtgemäßen Geschäftsanteile werden in der Satzung bestimmt. Sie sind nach Art und Umfang der geschäftlichen Tätigkeit der Genossenschaft und der daraus resultierenden Risiken festzusetzen. Es ist dabei auf die notwendige Kapitalausstattung sowie die voraussichtliche Mitgliederanzahl der Genossenschaft Bedacht zu nehmen.

##### Rechnungswesen in einer gewerblichen Genossenschaft
Angesichts der gesetzlichen Verpflichtungen und der besonderen Bedeutung als Kontroll- und Führungsinstrument ist die Einrichtung eines zeitnahen, vollständigen und damit aussagefähigen Rechnungswesens unerlässlich. Dieses ist mit besonderer Sorgfalt zu organisieren. Genossenschaften, die aufsichtsratspflichtig sind (d. h., dauernd mindestens 40 Dienstnehmer beschäftigen), sind darüber hinaus gesetzlich verpflichtet, ein den Anforderungen des Unternehmens entsprechendes IKS (internes Kontrollsystem) zu etablieren. Bei Genossenschaften hängt die Rechnungslegungspflicht von der Höhe der Umsatzerlöse ab. Gewerbliche Genossenschaften, deren Umsatzerlöse (entsprechend den Bestimmungen des UGB) unter € 700.000 betragen, sind nicht rechnungslegungspflichtig (d. h., es wäre keine doppelte Buchhaltung notwendig und kein Jahresabschluss und kein Bericht des Vorstands zu erstellen). Unabhängig von den UGB Bestimmungen sind jedoch sondergesetzliche Regelungen über die Rechnungslegungspflicht – wie z. B. jene im Genossenschaftsgesetz – vorrangig anzusetzen. Die Satzung kann strengere Vorschriften bezüglich der Rechnungslegung der Genossenschaft enthalten und damit auch festlegen, dass – unabhängig von der Größe – jedenfalls ein Jahresabschluss aufzustellen ist. Für alle Genossenschaften ab einer Umsatzgröße von € 700.000 gelten jedenfalls die allgemeinen Grundsätze des UGB über Ansatzvorschriften, Bewertungsvorschriften und Erstellung des Jahresabschlusses. Darüber hinaus ist ein Bericht des Vorstands bzw. Lagebericht zu erstellen. Für Genossenschaften, die mindestens zwei Merkmale der in § 221 Abs. 1 UGB bezeichneten Merkmale überschreiten (das sind € 4,84 Mio. Bilanzsumme, € 9,68 Mio. Umsatzerlöse in den zwölf Monaten vor dem Abschlussstichtag sowie die Beschäftigung von 50 Arbeitnehmern im Jahresdurchschnitt) gelten die ergänzenden Vorschriften des zweiten Abschnitts des dritten Buchs des UGB.

##### Allgemeine rechtliche und steuerliche Rahmenbedingungen
- Genossenschaften haben keine Kapitalverkehrsteuer bei der Kapitalzeichnung zu entrichten. Die Genossenschaft unterliegt zwar der Körperschaftsteuer, es gibt jedoch keine Mindestkörperschaftsteuer.
- Für Tätigkeiten, die der Gewerbeordnung unterliegen, bedarf die Genossenschaft der hierfür jeweils erforderlichen Gewerbeberechtigungen. Gewerberechtlicher Geschäftsführer in einer Genossenschaft kann ein Vorstandsmitglied oder ein Mitarbeiter gemäß den Bestimmungen des § 39 GewO sein.
- Falls die Genossenschaft Marken erwerben will, muss eine sogenannte Ähnlichkeitsprüfung beantragt werden. Die Ähnlichkeitsprüfung erstreckt sich darauf, ob eine derartige oder ähnliche Marke bereits geschützt ist.

##### Mitgliedschaft in einer Genossenschaft
Genossenschaften sind Vereinigungen von einer nicht eingeschränkten Mitgliederzahl und verändern sich durch Beitritt oder Ausscheiden ohne rechtliche Auswirkung auf den Bestand der Genossenschaft. Die Mitglieder sind natürliche oder juristische Personen sowie unternehmerisch tätige, eingetragene Personengesellschaften, die zumeist einem bestimmten Berufs- oder Geschäftszweig angehören. Von den Genossenschaftsgründern wird die Mitgliedschaft bereits durch Unterfertigung der Genossenschaftssatzung erworben; nach der Gründung entsteht sie durch schriftliche Beitrittserklärung und Aufnahmebeschluss des in der Satzung hierfür vorgesehenen Organs. Die Aufnahme in die Genossenschaft ist nicht erzwingbar.
Beendet wird die Mitgliedschaft durch Tod des Mitglieds – sofern die Satzung keine Fortsetzung durch die Erben vorsieht; darüber hinaus durch Austritt, der vom Mitglied mittels Kündigung unter Einhaltung der satzungsmäßigen Kündigungsfrist zu erklären ist, sowie durch Ausschließung des Mitglieds aus einem in der Satzung hierfür festgelegten Grund sowie durch Übertragung des Geschäftsguthabens auf ein anderes (neues) Mitglied. Bei juristischen Personen sowie unternehmerisch tätigen, eingetragenen Personengesellschaften kann die Satzung die Beendigung einer Mitgliedschaft vorsehen, wenn diese aufgelöst werden.
Die Mitgliedschaft endet bei Übertragung des Geschäftsguthabens (= aller gezeichneten Geschäftsanteile) zum Zeitpunkt der Übertragung, in allen übrigen Fällen regelmäßig – wenn die Satzung dies vorsieht – zum Ende des Geschäftsjahres, zu dem auch das Auseinandersetzungsguthaben des ausscheidenden Mitglieds berechnet wird. Die Auszahlung erfolgt frühestens ein Jahr nach diesem Zeitpunkt. Ein Anspruch an den stillen Reserven besteht nicht.

##### Rechte und Pflichten einer genossenschaftlichen Mitgliedschaft
Aus der Mitgliedschaft ergeben sich für den Genossenschafter Rechte und Pflichten. Zu den Rechten sind zu zählen:
- die Möglichkeit der Inanspruchnahme der geschäftsgegenständlichen Förderleistungen der Genossenschaft
- das Stimmrecht in der Generalversammlung, wobei zumeist die Mitglieder – unabhängig von der Zahl der übernommenen Geschäftsanteile – je eine Stimme haben (Kopfstimmrecht). Die Satzung kann aber auch das sogenannte Anteilsstimmrecht vorsehen, und zwar in der Weise, dass jeder Anteil eine Stimme gewährt – dieses Anteilsstimmrecht wird in der Regel auf eine Höchstzahl erreichbarer Stimmen beschränkt (limitiertes Anteilsstimmrecht) bzw. derart modifiziert, dass z. B. nur je weitere drei, fünf oder zehn voll eingezahlte Geschäftsanteile eine weitere Stimme gewährt wird.
- das aktive und – für natürliche Personen – passive Wahlrecht bei Wahlen in die Organe der Genossenschaft.

Die wesentlichsten Mitgliederpflichten umfassen demgegenüber folgende Bereiche:
- Einhaltung der Satzung und der Beschlüsse der Generalversammlung
- Zeichnung und Einzahlung von Geschäftsanteilen in der jeweils satzungsmäßig festgelegten Mindesthöhe
- allfällige Zahlung eines Eintrittsgeldes und/oder von Mitgliedsbeiträgen (sofern dies die Satzung vorsieht zur Stärkung des Eigenkapitals der Genossenschaft bzw. zur Deckung der der Genossenschaft aus ihrer Fördertätigkeit erwachsenden Kosten)
- bei Genossenschaften mit beschränkter Haftung: für die Verbindlichkeiten der Genossenschaft nach Maßgabe der Satzung zu haften. Außer mit den von ihnen gezeichneten Geschäftsanteilen haften die Mitglieder im Falle des Konkurses oder der Liquidation der Genossenschaft mindestens mit einem weiteren Betrag (je nach Satzung auch mit einem bestimmten Vielfachen) in Höhe der übernommenen Geschäftsanteile. Die Haftung besteht allerdings nur der Genossenschaft (bzw. dem Masseverwalter) gegenüber; eine unmittelbare Haftung der Mitglieder den Genossenschaftsgläubigern gegenüber besteht nicht.

##### Leistungsbeziehung Mitglied–Genossenschaft
Die Genossenschaft ist nicht Selbstzweck und hat für ihre Mitglieder in deren Rolle als Geschäftspartner (Kunde, Lieferant) Leistungen und Problemlösungen anzubieten, die das Mitglied in seiner eigenen Wirtschaft (privater Haushalt, Unternehmen) erfolgreich machen. Der wirtschaftliche Erfolg einer Genossenschaft ist abhängig davon, ob Mitglieder die Leistungen in Anspruch nehmen und langfristig Geschäftsbeziehungen zur Genossenschaft unterhalten. Der Umfang der Leistungsbeziehungen wird u. a. durch die Betriebstypen, die Betriebsgröße, Beschäftigungslage sowie die finanzielle Leistungskraft der Mitglieder beeinflusst.
Die Genossenschaft hat demgemäß entsprechend den unterschiedlichen sachbezogenen Anforderungen der Mitglieder maßgeschneiderte Service-, Aktions-, Sortiments- und Dienstleistungskonzepte und -pakete anzubieten. Mitglieder können nach Maßgabe der eigenen Leistungen differenziert behandelt werden. Diese unterschiedliche Behandlung der eigenen Leistungen darf jedoch selbstverständlich bestimmte Grundrechte (wie z. B. in der Satzung festgelegte Stimmrechte) nicht beeinträchtigen.
Bei der Planung von Konzepten sollte nicht übersehen werden, dass professionell angebotene Leistung waren- oder dienstleistungsbezogen Kosten verursacht, deren Deckung über die Preise für erbrachte Leistungen zu erfolgen hat. Auch in der Genossenschaft hat Leistung ihren Preis. Eine transparente und nach dem Verursacherprinzip aufgebaute Kostenzurechnung sollte daher bereits in der Planungsphase als Voraussetzung für eine leistungsgerechte Förderpolitik anzusehen sein.

##### Organe der Genossenschaft
Jede Genossenschaft muss einen aus der Zahl der Genossenschafter oder deren vertretungsbefugter Organmitglieder zu wählenden Vorstand haben, der sie gerichtlich und außergerichtlich vertritt. Der Genossenschaftsvertrag kann stattdessen aber auch die Bestellung durch den Aufsichtsrat vorsehen. Die Mitglieder des Vorstandes, deren Anzahl in der Satzung festzulegen oder zumindest einzugrenzen ist, können ihre Funktion haupt- oder nebenamtlich ausüben. Die Wahl der Vorstandsmitglieder, die hinsichtlich ihrer Durchführung ebenfalls der Regelung durch die Satzung unterliegt, erfolgt – sofern nicht eine Bestellung durch den Aufsichtsrat vorgesehen ist – durch die Generalversammlung.
Die genossenschaftsrechtliche Funktion des Vorstandes ist streng von einem allfälligen schuldrechtlichen Verhältnis (Dienstverhältnis) des Vorstandsmitglieds zur Genossenschaft zu trennen. Ein einmal begründetes Dienstverhältnis besteht unabhängig von der Mitgliedschaft im Vorstand und wird beispielsweise auch durch eine allfällige Abberufung nicht automatisch gelöst. Zum Abschluss von Dienstverträgen mit Vorstandsmitgliedern, die hierdurch zu hauptamtlichen werden, wird regelmäßig der Aufsichtsrat ermächtigt. Die Willensbildung innerhalb des Vorstands als Kollegialorgan erfolgt gemeinschaftlich, nötigenfalls über mehr oder minder qualifizierte Beschlussmehrheiten. Die Vertretung der Genossenschaft durch den Vorstand gegenüber Dritten erfolgt laut Satzung.
Der Aufsichtsrat ist das Kontrollorgan der Genossenschaft. Die Überwachungstätigkeit des Aufsichtsrates erstreckt sich auf die Geschäftsführung der Genossenschaft; darüber hinaus weist ihm § 24e GenG zwingende Kontrollen und Zustimmungsrechte zu. In Genossenschaften mit nicht mehr als 40 Mitarbeitern muss die Satzung keinen Aufsichtsrat vorsehen. Ist ein Aufsichtsrat gesetzlich zwingend vorgesehen, muss dieser aus mindestens drei Personen bestehen.
Die Rechte, die den Genossenschaftern in Angelegenheiten der Genossenschaft, insbesondere in Beziehung auf die Führung der Geschäfte, Einsicht und Prüfung des Jahresabschlusses und Bestimmung der Gewinnverwendung zustehen, werden von der Gesamtheit der Genossenschafter in der Generalversammlung ausgeübt. Zumindest einmal im Jahr (spätestens im achten Monat nach Ende des vorangegangenen Geschäftsjahres) hat eine ordentliche Generalversammlung stattzufinden.

#### Genossenschaftsverbände
In Österreich gibt es derzeit fünf Genossenschaftsverbände als Dachverbände des Genossenschaftswesens:
1. Österreichischer Genossenschaftsverband (Schulze-Delitzsch) mit Mitgliedern aus dem Bereich Handel, Gewerbe, Handwerk und freie Berufe sowie Banken (Volksbanken).
2. Österreichischer Raiffeisenverband
3. CoopVerband – Revisionsverband österreichischer Genossenschaften[65]
4. Österreichischer Verband gemeinnütziger Bauvereinigungen-Revisionsverband[66]
5. Rückenwind – Förderungs- und Revisionsverband gemeinwohlorientierter Genossenschaften[67]

### Schweiz
In der Schweiz hat die Genossenschaft in Form von Gemeinden, Zünften, Bruderschaften oder Eidgenossenschaften eine lange Tradition, die sich über Jahrhunderte in den Alpgenossenschaften und Gemeinden vor allem der Innerschweiz und in Graubünden entwickelten. Der Genossenschaftsbegriff ist daher auch für die verfassungsgeschichtliche Betrachtung der Schweizerischen Eidgenossenschaft von Bedeutung. In der Landwirtschaft hat die Genossenschaft die größte Verbreitung gefunden. Bauern sind in örtlichen Genossenschaften wie Milchgenossenschaften, Käsereigenossenschaften oder Landwirtschaftliche Genossenschaften organisiert. In vielen Schweizer Gemeinden gibt es Wohnungsbaugenossenschaften. Sie sind nicht gewinnorientiert und vermieten ihre Wohnungen den Mitgliedern zum Selbstkostenpreis. Die beiden größten Handelsketten Migros und Coop sind als Genossenschaften organisiert. Ende 2003 zählten die zehn Migros-Genossenschaften über 1,9 Millionen Genossenschafter, Coop sogar über 2,2 Millionen. Der Migros-Gründer Gottlieb Duttweiler etwa wollte ab 1925 dank der genossenschaftlichen Struktur günstiger Lebensmittel an die unteren Bevölkerungsschichten verkaufen als es die etablierten Händler taten. Auch die Schweizerische Mobiliar – eine der größten Schweizer Sachversicherungs- und Personenversicherungsgesellschaften – und die Raiffeisen Schweiz (die drittgrößte Schweizer Bankengruppe mit ca. 350 rechtlich eigenständigen genossenschaftlichen Banken) sind etablierte Genossenschaften mit jeweils über einer Million Genossenschafter.
Zur Gründung einer Genossenschaft sind in der Schweiz sieben Mitglieder (Genossenschafter) notwendig. Die rechtlichen Grundlagen befinden sich im Schweizerischen Obligationenrecht (Artikel 828 bis 926). Per 1. Januar 2019 gab es in der Schweiz 8.559 im Handelsregister eingetragene Genossenschaften. Eine Spezialform ist der Genossenschaftsverband: Mindestens drei Genossenschaften können sich zu einem Genossenschaftsverband zusammenschließen. Dabei handelt es sich um eine Genossenschaft, deren Mitglieder Genossenschaften sind. Der bekannteste Genossenschaftsverband ist der Migros-Genossenschafts-Bund, welcher aus den verschiedenen regionalen Genossenschaften besteht (siehe auch Verband).

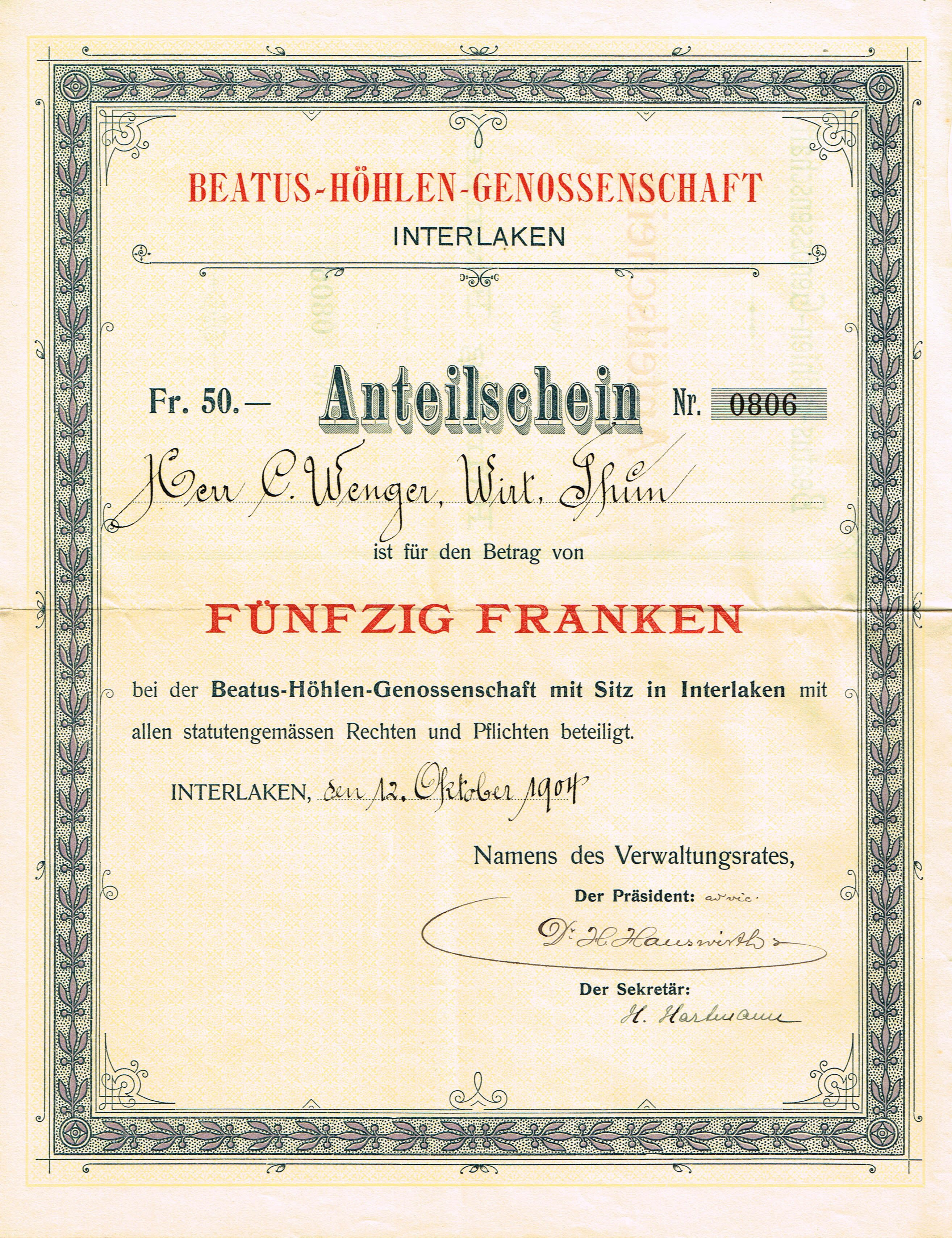
Anteilschein an der Beatus-Höhlen-Genossenschaft vom 12. Oktober 1904

Mindestens drei Personen – von der die Mehrheit Genossenschafter sein muss – bilden den Vorstand, welcher im Obligationenrecht „Verwaltung“ genannt wird. Die Genossenschaft muss durch eine Person vertreten werden können, die Wohnsitz in der Schweiz hat. Das kann ein Mitglied der Verwaltung, ein Geschäftsführer oder ein Direktor sein. Die Generalversammlung ist das oberste Gremium der Genossenschaft und tagt in der Regel nur einmal jährlich, ohne Einhaltung einer Frist kann auch eine Universalversammlung einberufen werden. Bei Genossenschaften mit über 300 Mitgliedern übernimmt häufig eine Delegiertenversammlung die Aufgaben der Generalversammlung. In diesem Fall wählen die Genossenschafter regelmäßig die Delegierten. Die Generalversammlung bzw. die Delegiertenversammlung wählt sowohl den Vorstand als auch die Kontrollstelle, welche die Buchhaltung überprüft. Die Genossenschaft erlangt ihre Rechtsfähigkeit mit dem Eintrag ins Handelsregister. Es ist ein Verzeichnis (auf das von der Schweiz aus jederzeit zugegriffen werden kann) zu führen, in dem der Vor- und der Nachname oder die Firma der Genossenschafter sowie die Adresse der Genossenschafter eingetragen werden.
Es gibt Genossenschaften mit Anteilscheinen und solche ohne. Falls Anteilsscheine bestehen, muss jeder Genossenschafter mindestens einen Anteilsschein besitzen. Die Anteilscheine werden auf den Namen des Mitgliedes ausgestellt. Sie können aber nicht als Wertpapiere, sondern nur als Beweisurkunden errichtet werden. Obwohl die Menge und der Wert der Anteilsscheine pro Mitglied nicht limitiert ist, hat jeder Genossenschafter nur eine Stimme an der Generalversammlung. Der Anteilschein ist eine Quittung, welche die persönliche Beteiligung am Genossenschaftskapital bestätigt; der Anteilsschein hat also keine Bedeutung als Wertpapier. Bei Austritt oder Auflösung der Genossenschaft können die Statuten die Rückerstattung der Anteilsscheine vorsehen. Ebenfalls können in den Statuten Gewinnausschüttungen (Dividenden) festgelegt sein; allerdings muss der Reinertrag in einen Reservefonds umgeleitet werden, bis dieser einen gewissen Prozentsatz des Genossenschaftskapitals beträgt. Um sich nicht um Reservefonds, Gewinnsteuern und Ausschüttungen kümmern zu müssen, reinvestieren einige Genossenschaften den Gewinn. Im Todesfall eines Mitglieds werden je nach dem die Genossenschaftsanteile an die Erben ausbezahlt; oder ein Vertreter der Erbengruppe wird zum neuen Mitglied ernannt. In den Statuten muss gemäß Obligationenrecht (Art. 833) festgehalten sein, ob die Genossenschafter persönlich haften und wie die Nachschusspflicht geregelt ist. Im Fall der Nachschusspflicht muss der Vorstand die Mitglieder rechtzeitig über Liquiditätsprobleme informieren. Bei Nachschusspflicht haften ausgetretene Mitglieder auch dann für die Genossenschaft, wenn zwischen Austritt und Konkurseröffnung ein Jahr oder weniger liegt.

## Genossenschaft mit beschränkter Haftung

### Belgien
Die Genossenschaft mit beschränkter Haftung (Gen.mbH) (frz. Société coopérative à responsabilité limitée (SCRL), ndl. Coöperatieve vennootschap met beperkte aansprakelijkheid (cvba)) ist eine Rechtsform für Genossenschaften mit Sitz in Belgien, die beispielsweise von der Genossenschaft SWIFT verwendet wird, welche Finanztransaktionen zwischen Banken ermöglicht. Diese Rechtsform ist in erster Näherung vergleichbar mit der Gesellschaft mit beschränkter Haftung (GmbH) in den deutschsprachigen Ländern.

### Deutschland
Die Eingetragene Genossenschaft mit beschränkter Haftpflicht, auch eingetragene Genossenschaft mit beschränkter Haftpflicht (eGmbH, EGmbH, e.G.m.b.H., E.G.m.b.H) war eine in West-Deutschland bis Ende 1973 (und in der DDR) übliche Bezeichnung für die „eingetragene Genossenschaft“ (e.G./eG) mit beschränkter Haftung. Es gibt noch die Variante mit unbeschränkter Haftung und ohne Haftung. Dies ist seit 1974 nicht mehr am Firmennamen zu erkennen.

### Österreich
Die Genossenschaft mit beschränkter Haftung, meist registrierte Genossenschaft mit beschränkter Haftung (reg. Gen.m.b.H./GenmbH) ist eine Rechtsform für Genossenschaften mit Sitz in Österreich nach § 2 Abs. 2 GenG. Auf die Angabe der Beschaffenheit im Firmenwortlaut soll künftig zur Vermeidung unnötiger Schwerfälligkeit verzichtet werden, weil in der Praxis ohnehin fast ausschließlich Genossenschaften mit beschränkter Haftung bestünden und der Rechtsverkehr daher nicht von einer anderen Haftungssituation ausgehe. § 14 Abs. 1 UGB normiert, dass die Haftungsart sehr wohl auf Geschäftspapieren, Bestellscheinen und Webseiten anzugeben ist. Die Firma der Genossenschaft muss, auch wenn sie nach § 22 UGB oder nach anderen gesetzlichen Vorschriften fortgeführt wird, die Bezeichnung „eingetragene Genossenschaft“ enthalten; die Bezeichnung kann abgekürzt werden, insbesondere mit „e. Gen.“. Auch die Abkürzung „eG“ ist erlaubt.

## Lehr- und Forschungseinrichtungen

### Forschung im deutschsprachigen Raum

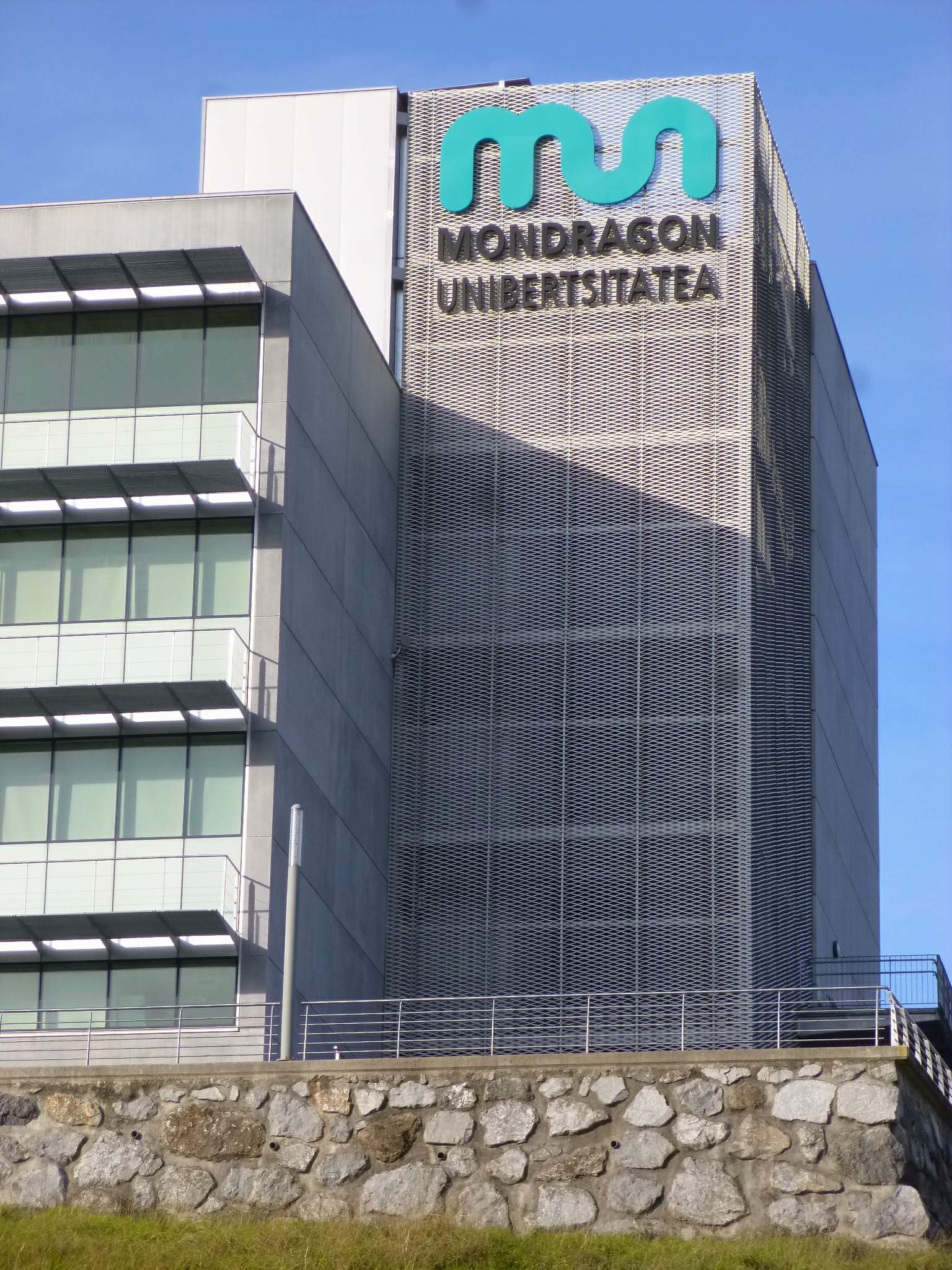
Ingenieurwissenschaftlicher Campus der Mondragon-Universität

An deutschen Universitäten existiert eine Reihe von Instituten und Einrichtungen, die das Genossenschaftswesen erforschen, so etwa das Institut für Genossenschaftswesen an der Friedrich-Alexander-Universität Erlangen-Nürnberg, das Institut für Genossenschaftswesen an der Humboldt-Universität zu Berlin, die Institute für Genossenschaftswesen an der Westfälischen Wilhelms-Universität Münster und der Philipps-Universität Marburg sowie die Forschungsstelle für Genossenschaftswesen an der Universität Stuttgart-Hohenheim und das Seminar für Genossenschaftswesen an der Universität zu Köln.

### Lehre und internationale Kooperationen
Neben der Behandlung von Genossenschaften in herkömmlichen Studiengängen wie Betriebswirtschaftslehre, Non-Profit-Management oder anderen, bietet die Akademie Deutscher Genossenschaften (ADG Business School) gezielte Bachelor- und Masterstudiengänge für die Führung von Genossenschaften an. Der Studiengang „Gründung, Innovation, Führung“ der Hochschule Bremerhaven ist ein praxisorientierter Studiengang, bei dem Studierende im ersten Semester eine Genossenschaft gründen und über den Studienverlauf hinweg zu einem bestandsfähigen Unternehmen ausbauen. Die spanische Genossenschaft Mondragon bietet technische und ökonomische Studiengänge über die eigene Mondragon-Universität an. Gemeinsam mit dem entsprechenden Lehrstuhl an der New School, dem Institut Mines-Télécom, dem Cooperative College (UK), der Florida Universitària (Spanien), der Universidad Cooperativa de Colombia (Kolumbien), der Universidad Fundepos (Costa Rica), dem Institute for Indonesian Co-operative Development Studies (Indonesien) und anderen bot sie wiederkehrend Online-Kurse zu Plattformgenossenschaften an. Auch die School for Democratic Management des Democracy at Work Institute (DAWI) bietet mehrere Online-Kurse (MOOCs) zum Selbststudium und Live-Trainings an. Die kanadische Saint Mary’s University Halifax bietet einen Masterstudiengang an. Die Xavier University in Cincinnati ist Schirmherrin eines Zertifikatsstudiums.
Weitere Forschungs- und Ausbildungseinrichtungen zu Genossenschaften existieren in Belgien (Universität Lüttich), Brasilien (Escola Superior do Cooperativismo, ESCOOP), Irland (University of Cork), Kenia (Co-operative University of Kenya), Kolumbien (Universidad Cooperativa de Colombia, UCC), Tansania (Moshi Co-operative University), dem Vereinigten Königreich (u. a. Sheffield Hallam University) und den Vereinigten Staaten von Amerika (University of Wisconsin–Madison).
Die Egas Moniz School of Health & Science als Teil der Cooperativa de Ensino Superior Politécnico e Universitário (CESPU) ist eine genossenschaftliche Technische Universität in Portugal mit Fokus auf Ingenieurwesen und Gesundheitswissenschaften. Sie hat ihren Sitz in Caprarica mit weiterhin Campus in Gandra, Famalicão und Penafiel.

## Sonstige Rezeption

### Historische Beurteilung
Axel Honneth bezeichnete das Genossenschaftswesen als „Urgestein des Widerstands gegen den Kapitalismus“. Marxistische und anarchistische Strömungen beurteilen Genossenschaften seit jeher ambivalent: So meinte Karl Marx, dass mit ihnen in der Theorie „eine moderne industrielle Großproduktion ohne Monopolisierung des Eigentums an den Produktionsmitteln möglich“ wäre, wodurch „Arbeiter [...] allmählich den Kapitalismus überwinden und so ihre Ausbeutung [...] beseitigen“ könnten. Die vorhandenen Genossenschaften seien seines Erachtens allerdings zu schwach gewesen, um tatsächlich bessere Arbeitsbedingungen zu schaffen. Sie „demonstrierten [somit] höchstens, wie sich auf einer bestimmten Entwicklungsstufe der Produktivkräfte die [...] gesellschaftlichen Produktionsformen ändern ließen“.
Rosa Luxemburg problematisierte, dass sich die „ganze sozialistische Reform durch die Genossenschaften“ auf die Produktivwirtschaft beschränke und damit „bloß gegen kleine Abzweigungen des kapitalistischen Stammes“ wirke. Das Genossenschaftswesen sei ein „Zwitterding“, das die „widerspruchsvolle Notwendigkeit für die Arbeiter [ergebe], sich [unter kapitalistischen Mitbewerbern] selbst [...] zu regieren“. Folge sei laut Luxemburg dabei entweder die Rückentwicklung der Genossenschaft „zur kapitalistischen Unternehmung“ oder deren Scheitern, sofern die Arbeiter an ihrer Selbstverwaltung festhielten. Im Zuge der Neuen Ökonomischen Politik hob Lenin 1923 dagegen „die riesige Bedeutung der Genossenschaften“ hervor. Man blicke „auf die Genossenschaften von oben herab und begreift nicht, welche außerordentliche Bedeutung diese Genossenschaften haben, [...] unter dem Gesichtspunkt des Übergangs zu neuen Zuständen auf einem Wege, der möglichst einfach, leicht und zugänglich“ sei. Letztlich sei jedoch die Vorstellung „einer friedlichen Umgestaltung der modernen Gesellschaft [...] pure Phantasterei“. Pjotr Kropotkin, der in seinem Werk mehrfach existierende selbstverwaltete Betriebe wie in Woolwich beschrieb und Konzepte entwarf, sah einen unauflösbaren Nachteil in andauernder Steuerungerechtigkeit und staatlicher Benachteiligung gegenüber gewinnorientierten Unternehmen, der Genossenschaften zuteilwerde.
Auch Rudolf Diesel, der 1903 sein Konzept des Solidarismus als Gemeinwirtschaft kooperierender Genossenschaften vorstellte, merkte die geringe Marktmacht der zeitgenössischen Genossenschaften wie der Glashütte von Albi an. Ohne das Pooling und gemeinsame Reinvestieren von Finanzmitteln verschiedener Genossenschaften, deren zugehörige Institutionen er in seinem Werk als „Volkskassen“ beschrieb, würden Genossenschaften nach außen immer gezwungen sein, kapitalistisch zu wirtschaften.

### Zeitgenössische Stimmen
Der langjährige FDP-Vorsitzende Christian Lindner beschrieb Genossenschaften 2018 als „tragende Säule unserer mittelständischen Wirtschaft“. Bundeskanzler Olaf Scholz (SPD), der der linksliberalen Tageszeitung taz die Wandlung zur Genossenschaft empfohlen haben soll, beschrieb, dass ihm die Genossenschaft zur Zeit als „eine sehr moderne Form demokratischer Selbstorganisation“ erschien. UN-Generalsekretär António Guterres wies wiederholt auf die Rolle von Genossenschaften als vertrauens- und hoffnungsstiftende Organisationsformen hin.
Laut Gisela Notz kommt Genossenschaften eine „Pionierfunktion innerhalb der solidarischen Ökonomie“ zu. 2021 plädierte sie für „eine neue Genossenschaftlichkeit“ und schlug im Zuge der COVID-19-Pandemie Genossenschaften „für und mit Solo-Selbstständigen (KünstlerInnen, WissenschaftlerInnen etc.)“ vor. Alex Pentland (MIT) und Dominik Piétron (HU Berlin) schlugen zudem die Gründung von Datengenossenschaften vor. Dies solle zur „Schaffung digitaler Gemeingüter auf kommunaler Ebene“ beitragen. Im Zuge der Debatte zur Zukunft der Innenstädte und der Schließung zahlreicher Warenhäuser von Galeria Karstadt Kaufhof schlug Carsten Wirth 2023 die Überführung in kommunale Betriebe oder Genossenschaften vor, die durch eine überregionale Einkaufszentrale kooperieren. Eine Studie von Fraunhofer FOKUS hebt unter anderem die Relevanz von Einkaufsgenossenschaften für die Beschaffung der öffentlichen Hand hervor. Seit 2016 schlägt Trebor Scholz (New School) vor, den vielfach kritisierten Unternehmen der Plattformökonomie genossenschaftliche Alternativen gegenüberzustellen.
Andere empfehlen, die genossenschaftlichen Prinzipien enger mit Commoning und den Commons-Prinzipien Elinor Ostroms zu verknüpfen. Die anarchosyndikalistische Union Coop als Föderation gewerkschaftlich organisierter Kollektivbetriebe setzt zwar in ihren Prinzipien das genossenschaftliche Merkmal der Stimmgleichheit der Mitglieder voraus, stellt aber keine Vorgaben an die Körperschaftsformen der ihr angehörenden Betriebe.

### Geschichte der Genossenschaftsbewegung
- Arno Klönne: Der Kampf für das Dach über dem Kopf. Zur Geschichte der Wohnungsbaugenossenschaften. In: Marx21 – Magazin für Internationalen Sozialismus, Nr. 26/2012, ISSN 1865-2557, S. 62–65 (PDF; 4,3 MB).
- Die sozialistische Genossenschaftsbewegung als die dritte Säule der Arbeiterbewegung – Geschichte und Perspektiven, in: Axel Weipert (Hrsg.): Demokratisierung von Wirtschaft und Staat – Studien zum Verhältnis von Ökonomie, Staat und Demokratie vom 19. Jahrhundert bis heute, NoRa Verlag, Berlin 2014, ISBN 978-3-86557-331-5.
- Jonathan Michie, Joseph R. Blasi, Carlo Borzaga: The Oxford Handbook of Mutual, Co-Operative, and Co-Owned Business. Band 1. Oxford University Press, 2017, ISBN 978-0-19-968497-7, doi:10.1093/oxfordhb/9780199684977.001.0001.
- Hans Münkner: Organisiert Euch in Genossenschaften! Anders Wirtschaften für eine bessere Welt, Kölner Beiträge zum Genossenschaftswesen Nr. 5, LIT Verlag, Juni 2014, ISBN 978-3-643-12423-4
- Holmer Stahncke: Geschichte der Wohnungsbaugenossenschaften in Deutschland. In: Bärbel Wegner/Holmer Stahncke/Anke Pieper: Wohnen bei Genossenschaften. Basics. Geschichte. Projekte. Ellert und Richter, Hamburg 2012, ISBN 978-3-8319-0456-3.
- Findus und Caterina Metje: Kleine Geschichte der Genossenschaften. Beispiele aus der Kooperativbewegung. Sachcomic. Unrast Verlag, Münster 2013, ISBN 978-3-89771-529-5.
- Wilhelm Kaltenborn: Die Überwältigung: Die deutschen Genossenschaften 1933/34, der Anschlusszwang und die Folgen, Norderstedt 2020, ISBN 978-3-7504-2772-3.
- Jessica Gordon Nembhard: Collective Courage. A History of African American Cooperative Economic Thought and Practice. Penn State University Press, University Park 2014, ISBN 978-0-271-06217-4.
- Jason S. Spicer: Co-operative Enterprise in Comparative Perspective. Exceptionally Un-American? Oxford University Press, Oxford 2024, ISBN 978-0-19-766507-7.

- Gisela Notz: Genossenschaften. Geschichte, Aktualität und Renaissance. Schmetterling Verlag, Stuttgart 2021, ISBN 3-89657-069-2.
- Johannes Blome-Drees et al. (Hrsg.): Handbuch Genossenschaftswesen. Springer, Wiesbaden 2023, ISBN 978-3-658-18625-8.
- Jerome Nikolai Warren et al.: The Routledge Handbook of Cooperative Economics and Management (= Routledge International Handbooks). Routledge, Abingdon, Oxon / New York, NY 2024, ISBN 978-1-03-258385-3.

### Genossenschaftsrecht allgemein und der EU
- Helmut Faust: Geschichte der Genossenschaftsbewegung: Ursprung und Aufbruch der Genossenschaftsbewegung in England, Frankreich und Deutschland sowie ihre weitere Entwicklung im deutschen Sprachraum, Frankfurt/Main 1977, ISBN 978-3-7819-0168-1.
- Heinrich Bauer: Genossenschafts-Handbuch. Kommentar zum Genossenschaftsgesetz, zu den umwandlungsrechtlichen, steuerlichen und wettbewerbsrechtlichen Regelungen sowie Sammlung einschlägiger Rechtsvorschriften. Begründet von Rolf Schubert und Karl-Heinz Steder. Loseblatt-Ausgabe, Stand 2007. Schmidt, Berlin, ISBN 3-503-00852-7.
- Theresia Theurl und Rolf Greve (Hrsg.): Genossenschaftsrecht in Europa. Shaker, Aachen 2001, ISBN 3-8265-9542-4.
- Marcus Geschwandtner und Marcus Helios: Genossenschaftsrecht. Das neue Genossenschaftsgesetz und die Einführung der Europäischen Genossenschaft. Haufe, Berlin 2006, ISBN 3-448-07496-9.
- Hartmut Glenk: Genossenschaftsrecht-Systematik und Praxis des Genossenschaftswesens. Lehr- und Studienbuch. C.H. Beck, München 2013, ISBN 978-3-406-63313-3.